# Песчаный (Орловская область)
Песча́ный — опустевший посёлок в Свердловском районе Орловской области. Входит в состав Красноармейского сельского поселения. По данным Всероссийской переписи в 2010 году и переписи 2002 года в посёлке не было населения.

## География
Посёлок находится в центральной части Орловской области, в лесостепной зоне, в пределах центральной части Среднерусской возвышенности и расположен у ручья Песчаный, у административной границы с Глазуновским районом.
Уличная сеть представлена одним объектом: ул. Лесная
Абсолютная высота 213 метров выше уровнем моря.

## Население
| 2010 |
| ---- |
| 0    |

## Инфраструктура
Жители занимались сельским хозяйством.

## Транспорт
Проселочные дороги.